# Muhammad IV. (Granada)

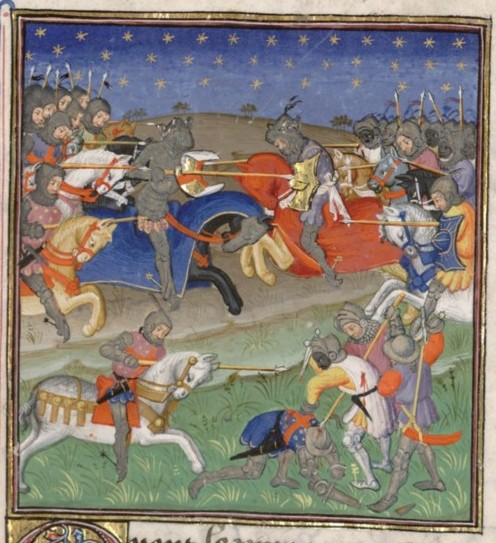
Schlacht von Teba zwischen Muhammad IV. und Alfons XI. von Kastilien (1330).

Muhammad IV. (* 14. April 1315 in Granada; † 25. August 1333 am Guadiaro bei Cádiz) war Emir von Granada von 1325 bis 1333.
Muhammad IV. wurde minderjährig Nachfolger seines Vaters Ismail I. (1314–1325). Zunächst musste er sich der Angriffe Kastiliens erwehren, wobei das Emirat der Nasriden u. a. in der Schlacht von Teba (1330) erhebliche Niederlagen und Gebietsverluste hinnehmen musste. Zum Schutz vor dieser kastilischen Bedrohung wurden die Meriniden aus Marokko erneut nach Al-Andalus gerufen. Damit begann die zweite Intervention dieser marokkanischen Dynastie in Europa. Mit Hilfe dieser Truppen, sowie der Flottenunterstützung der Republik Genua gelang 1333 die Eroberung von Algeciras und Gibraltar, womit Kastilien seine starke Stellung an dieser Meerenge an die Nasriden verlor. Allerdings konnte Muhammad IV. seinen Erfolg nicht ausnutzen, da er schon kurz nach Eroberung dieser Städte ermordet wurde. Nachfolger wurde sein Bruder Yusuf I. (1333–1354), unter dem das Reich seinen Höhepunkt erreichte.